# Eupithecia arenitincta
Eupithecia arenitincta là một loài bướm đêm trong họ Geometridae.